# Торе Кјанка (Лече)
Торе Кјанка (итал. Torre Chianca) је насеље у Италији у округу Лече, региону Апулија.
Према процени из 2011. у насељу је живело 459 становника. Насеље се налази на надморској висини од 1 м.